# シトロエン・ジャポン
シトロエン・ジャポン（Citroën Japon）は、かつて存在した日本の会社で、フランスの自動車、シトロエンの輸入・販売を行っていた。歴史上、同名の会社が二度にわたって存在した。
1. シトロエン・ジャポン（1989 - 1998年）: シトロエン本社、西武自動車販売、マツダの三社によって設立された会社。
2. シトロエン・ジャポン（2001 - 2008年）: シトロエンの日本法人。プジョー・ジャポンとの合併によりプジョー・シトロエン・ジャポン（2020年にGroupe PSA Japanへ社名変更）となった。2022年にGroupe PSA Japanを吸収合併したFCAジャパンがStellantisジャパンへ社名変更した。

## シトロエン・ジャポン（1989 - 1998年）
- かつては西武自動車販売が長きに亘って日本でのシトロエンビジネスを行ってきた。
- 1980年代後半にフランス・オートモビル・シトロエンが日本での大幅な拡販を計画し日本の自動車メーカー各社に販売提携をもちかけた。結果マツダが手を挙げ、1989年からユーノス販売網でシトロエン車の販売を開始した。
- その際、輸入権を西武自動車販売とマツダの両社が保有する事となり、PDI業務や販売戦略が両社独自で行われたことから、シトロエン・西武自動車販売・マツダの3社での業務調整が必要となった。そこで1990年2月、シトロエン・西武自動車販売・マツダの出資で、日本法人「シトロエン・ジャポン株式会社」が設立された。
- しかしバブル崩壊後の経済悪化により、マツダがフォード・モーターによる経営再建を始め、不採算部門の整理を行う必要が出てきた。それに伴い1998年をもってシトロエン車の輸入販売を終了することとなり、シトロエン・ジャポンへの出資を引き揚げることになった。これにより「日本法人としての」シトロエン・ジャポンは解散となった。
- 以降のシトロエン・ジャポンは日本では法人格の無い駐在員事務所として存続し、日本でのシトロエン車の輸入販売は新西武自動車販売が総輸入元となって継続した。

## シトロエン・ジャポン（2001 - 2008年）
- 2001年（平成13年）11月、フランス・オートモビル・シトロエンが、100%出資による「新生」日本法人であるシトロエン・ジャポン株式会社を設立。新西武自動車販売から輸入権を移管し、輸入販売を自社で管理する体制を作った。
- 2002年（平成14年）4月、日本でのシトロエンの輸入販売事業を開始。同時に2002年から2005年までの中期営業戦略「シトロエン・ルージュ・プログラム」を発表。同計画に伴い、全国の販売店に対し、販売およびアフターサービスでの品質に一定の基準を設け量より質の販売戦略をとった。これにより本国CIに基づく専売ディーラー化が進んだ。
- 2008年（平成20年）4月1日、プジョー・ジャポンと統合し「プジョー・シトロエン・ジャポン株式会社」が発足した。以降は同社が日本でのプジョー・シトロエンビジネスを統括するが、販売網は従来通りプジョーとシトロエン別々に分けられている。
- 2009年（平成21年）6月より、一部のプジョー販売店でもシトロエン車を併売する体制となった。